# Scotopteryx bipuncta
Scotopteryx bipuncta är en fjärilsart som beskrevs av Barend J. Lempke 1950. Scotopteryx bipuncta ingår i släktet backmätare, och familjen mätare. Inga underarter finns listade.